# Euro Hockey Challenge 2012
Euro Hockey Challenge 2012 je druhý ročník Euro Hockey Challenge. Týmy jsou rozděleny do dvou skupin dle žebříčku IIHF, kde hrají první čtyři týmy (automaticky účastníci EHT) a 11. a 12. tým evropského žebříčku proti týmům na 5. až 10. místě aktuálního evropského žebříčku (nikdy se tak neutkají týmy hrající EHT - CZE, FIN, SWE a RUS).
Skupina A Rusko, Česko, Slovensko, Německo, Lotyšsko, Dánsko.
Skupina B Švédsko, Finsko, Švýcarsko, Bělorusko, Norsko, Rakousko (Při posledním kole zastoupeno Francií.)

## Výsledky

### 1. kolo
- Švýcarsko - Finsko 3:0, 2:3 pp
- Norsko - Švédsko 0:5, 1:7
- Slovensko - Dánsko 1:3, 3:4 sn
- Lotyšsko - Česko 3:4 sn, 1:3
- Rakousko - Bělorusko 2:3, 4:2
- Německo - Rusko 4:3, 2:3 sn

### 2. kolo
- Bělorusko - Švédsko 3:4 sn, 1:2 sn
- Rakousko - Švýcarsko 3:1, 0:4
- Finsko - Norsko 3:1, 3:0
- Česko - Německo 3:2 pp, 3:2 sn
- Rusko - Slovensko 2:1 sn, 3:2
- Dánsko - Lotyšsko 1:2, 1:4

### 3. kolo
- Česko - Slovensko 3:1, 3:2 sn
- Švédsko - Švýcarsko 2:4, 2:5
- Finsko - Bělorusko 5:0, 2:1 sn
- Německo - Dánsko 3:1, 3:2 sn
- Lotyšsko - Rusko 1:2, 1:0
- Norsko - Francie 6:3, 3:4

## Tabulka
| Poř. | Tým       | Z | V | VP | PP | P | VG | OG | B  |
| ---- | --------- | - | - | -- | -- | - | -- | -- | -- |
| 1.   | Česko     | 6 | 2 | 4  | 0  | 0 | 19 | 11 | 14 |
| 2.   | Švýcarsko | 6 | 4 | 0  | 1  | 1 | 19 | 10 | 13 |
| 3.   | Finsko    | 6 | 3 | 2  | 1  | 1 | 16 | 7  | 13 |
| 4.   | Německo   | 6 | 2 | 1  | 3  | 0 | 16 | 15 | 11 |
| 5.   | Švédsko   | 6 | 2 | 2  | 0  | 2 | 22 | 14 | 10 |
| 6.   | Rusko     | 6 | 2 | 2  | 0  | 2 | 13 | 11 | 10 |
| 7.   | Lotyšsko  | 6 | 3 | 0  | 1  | 2 | 12 | 11 | 10 |
| 8.   | Rakousko  | 4 | 2 | 0  | 0  | 2 | 9  | 10 | 6  |
| 9.   | Dánsko    | 6 | 1 | 1  | 1  | 3 | 12 | 16 | 6  |
| 10.  | Bělorusko | 6 | 1 | 0  | 3  | 2 | 10 | 19 | 6  |
| 11.  | Francie   | 2 | 1 | 0  | 0  | 1 | 7  | 9  | 3  |
| 12.  | Slovensko | 6 | 0 | 0  | 3  | 3 | 10 | 18 | 3  |
| 13.  | Norsko    | 6 | 1 | 0  | 0  | 5 | 11 | 25 | 3  |